# 綿拳
綿拳，又稱神拳、江湖黑拳，上海拳術，為中國武術流派之一，上海市非物質文化遺產。

## 源流
宋朝时就有记载，相传为一僧人所创，后有一习绵拳者救了宋代的某一皇帝而御赐一匾称为“神拳”，因此被称为“神拳”和“江湖黑拳”，可惜绵拳拳谱《丝白巾》佚亡，传承历史已无从以考。绵拳最早在上海傳承，是在清朝同治年間沧州顺德鏢局镖师孟光銀在富商李瑞九家教授，後逐漸開枝散葉。

## 介紹
綿拳的綿是取自‘绵绵不绝’之意，以架子练习为主、套路练习为辅的传统拳种，其架子有大、小之分。大架子讲究舒展大方、大开大合；小架子则小巧紧凑，讲究近身靠打、贴身肘发。事实上，绵拳讲究聚全身之力为一点之境界。它的运动柔似棉花，形意相随，连绵不断，动作运行处处为弧形，同时劲力寓于其中，舒展沉实，得势则刚，击人以寸劲，实用性强。。
绵拳技击上的特点是在对方进攻时柔而化之，防后发招。由于这个基本特点，无论在动作上和劲力上都要求先吞后放：吞有收的意思，是防，又称蓄力；放即是发，在吞之后接着进行放而发招。其拳法主要有崩、冲、搂、挂；掌法主要有砍、穿、拔、捋；肘法主要有顶、撞、拔、挤、靠；腿法较少。传统套路有两路：一路“六架式”，二路“大八折”。
绵拳强调柔韧性，而方法上又是先收后放，要求稳定，因此绵拳套路中有较多的平衡动作和对柔韧要求较高的动作，也有以抖臂、抓空为代表的柔中寓刚的动作，这是极其显著的特点

## 來源
1. 1 2  .   [2022-12-23]. （原始内容存档于2022-12-25）.
2. ↑  .   [2022-12-23]. （原始内容存档于2022-12-25）.